# Michael Friedrichs-Friedlaender
Michael Friedrichs-Friedlaender (geboren 1950 in München) ist ein deutscher Metallplastiker und Bildhauer. Seit 2005 fertigt er für das Kunst- und Erinnerungsprojekt Stolpersteine des Künstlers Gunter Demnig manuell die Gedenksteine an.

## Leben und Wirken

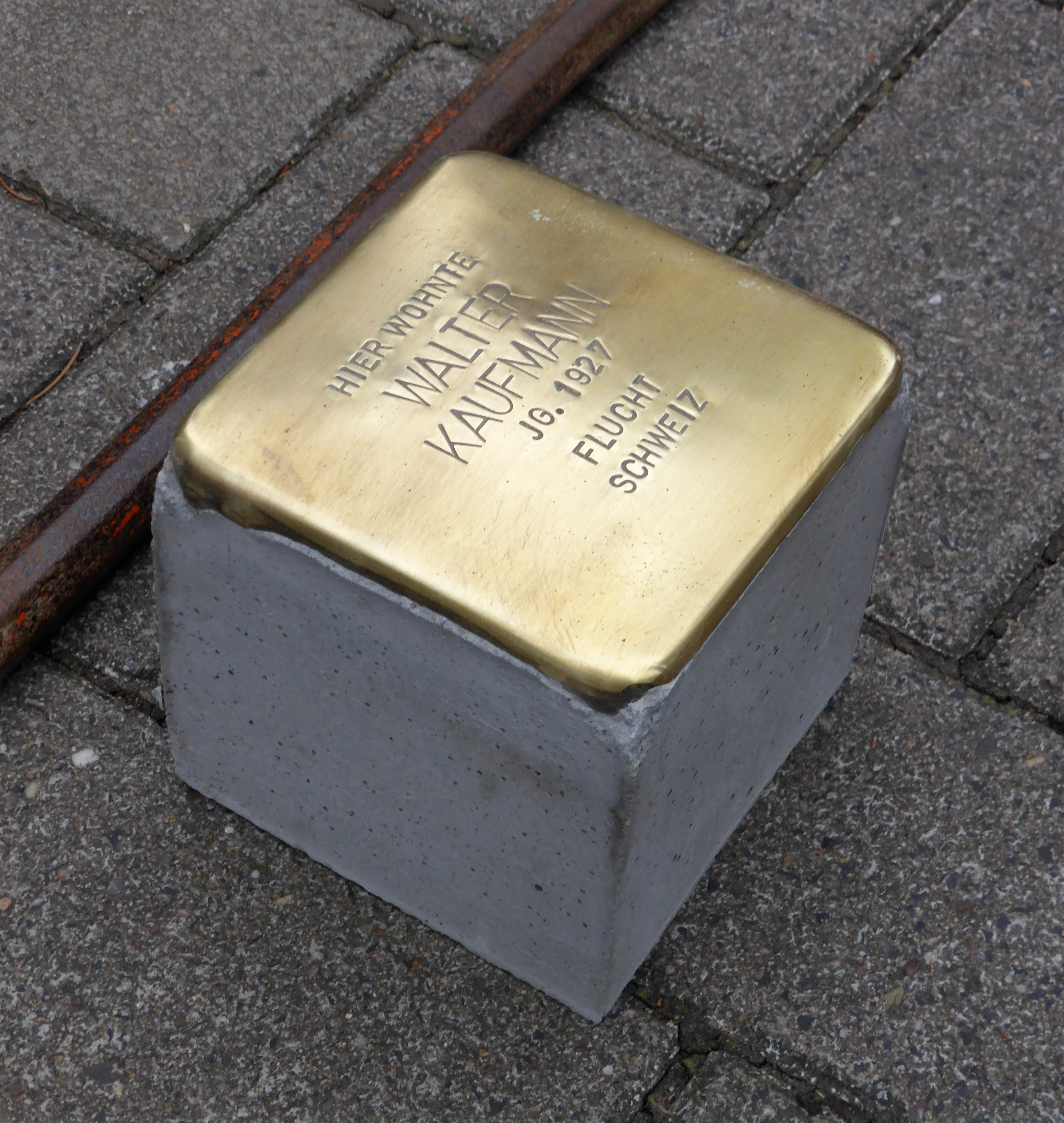
Stolperstein für Walter Kaufmann Stadtwaldgürtel 65–67, Köln (2017)

Nach der schulischen Ausbildung absolvierte Michael Friedrichs-Friedlaender eine dreijährige Ausbildung zum Maschinenschlosser. Nach dem Umzug nach Berlin war er 1978 Mitbegründer der Fabrik K 19. Seit 1981 arbeitet er als freischaffender Künstler in Berlin, zunächst in einem Atelier in Berlin-Wedding, ab 1991 auf dem Künstlerhof in Berlin-Buch.
Von 1989 bis 2001 erhielt er eine Kunstförderung der Stadt Berlin. Gemeinsam mit seiner Ehefrau Aleksandra Koneva leitete er von 2003 bis 2006 vier Projekte im Education-Programm der Berliner Philharmoniker und setzte unter anderem Arbeiten zu Antonio Vivaldis Vier Jahreszeiten, Igor Strawinskys Petruschka und Georg Friedrich Händels Oratorium Belshazzar künstlerisch um.
Für zahlreiche private und öffentliche Auftraggeber schuf er Metallplastiken, unter anderem 2001 gemeinsam mit Matthias Däumlich und Christian J. Joost das Denkmal für die Straße der Nationen im KZ Ravensbrück, Skulpturen für das Landesamt für Gesundheit und Soziales, die Julius-Leber-Kaserne und für ein Wohngebiet in Hoppegarten. Darüber hinaus arbeitete er für zahlreiche Kunst- und Theaterprojekte. Längere Arbeitsaufenthalte und mehrmonatige Studienreisen führten ihn unter anderem nach Russland, Frankreich, Japan, Indien und in die Vereinigten Staaten.
Michael Friedrichs-Friedlaender verwendete bei Herstellung seiner Skulpturen fast ausschließlich Eisen, das er schweißt und anschließend anschleift. Mitunter kombinierte er die Metallobjekte je nach Thematik mit anderen Materialien, wie Gesteinen (Brain-Stones), Büchern (Cubus 3.Serie) oder Leder (Helmfragmente).

„Für die Umsetzung seiner Ideen hat sich der Künstler zur Verwendung klarer Formen entschieden, auf Kubus und Säule. Der Kubus Versinnbildlicht Festigkeit, Dauerhaftigkeit und Erdverbundenheit, eng verwandt mit dem Quadrat, das für Umgrenzung, Endlichkeit und bisweilen für Eingeengtheit steht. Die Säule symbolisiert den tragenden Pfeiler sowie die Urkraft des Baumes; in vielen Kulturen ist sie Symbol für die Weltachse bzw. das Weltzentrum. Die Form der Skulpturen ist durch klare Kanten und Flächen streng begrenzt. Risse und Spalten, die bei der Bearbeitung entstehen, geben Einblicke in das Innenleben der Objekte. [...] Beziehungen zum Bauhaus und zum Prinzip form follows function lassen sich deutlich erkennen.“

### Stolpersteine
Seit 2005 fertigt Michael Friedrichs-Friedlaender für das Kunst- und Erinnerungsprojekt Stolpersteine des Künstlers Gunter Demnig die Stolpersteine an. Die Buchstaben werden in die ursprünglich rechteckigen Messingplatten von Friedrichs-Friedlaender in 20 verschiedenen Sprachen per Hand eingeschlagen bevor sie zu ihrer bekannten quadratischen Form umgearbeitet und mit Spezialbeton ausgegossen werden. Im Jahr 2016 führte er erstmals einen Stein in Brailleschrift aus, der zur Erinnerung an eine gehörlose Schriftstellerin in Graz verlegt wurde. Im Monat fertigt er in seinem Atelier in Französisch-Buchholz gemeinsam mit zwei Angestellten durchschnittlich 400 bis 500 Steine an.
Bis Juni 2018 hat Michael Friedrichs-Friedlaender über 60.000 Stolpersteine hergestellt. Der Künstler lebt und arbeitet in Berlin.

## Ausstellungen (Auswahl)
Einzelausstellungen
- Projekte V–VI und XVI des Education-Programm der Berliner Philharmoniker – (Vier Jahreszeiten (Vivaldi); Petruschka (Strawinsky); Belhazzar (Händel)) 2003 bis 2006
- Reinecke Fuchs, Strawinsky 2003 bis 2005
- Galerie Nevski, St. Petersburg 1999 und 2000
- Kortes Group Amersfoort, 1999
- Schloss Detmold, 1995
- Charité, Berlin 1994
- Galerie Spandau, 1993, 1994
- Kunsthaus Die Möwe, Berlin 1992
- Galerie Maerz, Linz 1992
- Galerie van Almsick, Gronau-Epe 1991
- Kunstverein Schering, Berlin 1990, 2001
- Galerie Otto Nagel, Berlin 1990
- Galerie Fabrik K, Berlin 1984, 1987

Gemeinschaftsausstellungen
- Stolpersteine – Gedenken und soziale Skulptur. Zentrum Topographie des Terrors, Berlin 2016
- Von Angesicht zu Angesicht. Kopfgefäße, Berlin 2008
- Feedback artist to artist, German House Gallery, New York 2005, 2006
- Feedback artist to artist, Deutsches Architektur Zentrum, Berlin, New York, New Jersey 2004
- Paradies, Bunker Alexanderplatz, MAIS-Projekt, Berlin 2003
- Zwischen Orient und Okzident, Ägyptische Botschaft Berlin, 2002
- LWL Freilichtmuseum, Hagen 2002
- Feedback artist to artist, Kunsthaus Bethanien und Landesbank Berlin, 2001
- Ständige Ausstellung in der Vereinigung freischaffender Architekten, Berlin seit 2000
- Galerie Schering 1990 und 2001
- Kunstmesse Köln 1986, 1996
- Freie Berliner Kunstausstellung,1994, 1995, 1996
- Internationaler Skulpturenpark Munkebjerg, 1994
- Werkschau der Künstlerförderung der Stadt Berlin 1993
- Europaparlament Straßburg 1989, 2006
- Haus am Lützowplatz 1989
- Art Express, Große Orangerie, Berlin 1989
- Odense 1988
- Kleine Orangerie des Schloss Charlottenburg, Berlin 1987
- Abu Dhabi, 1986

## Kunstwerke in öffentlichem Besitz und öffentlichem Raum
- Artothek des Neuen Berliner Kunstvereins, Berlin
- Berliner Stoffdruckerei
- Julius Leber-Kaserne, Berlin
- Graphotek Charlottenburg, Berlin
- Kunstverein Schering, Berlin
- Landesamt für Gesundheit und Soziales, Berlin
- Wohnsiedlung Hoppegarten, Berlin
- Straße der Nationen, Denkmal, KZ Ravensbrück
- Nordbank, Nordhausen